# Heřmaničky (Česká Lípa)
Heřmaničky (německy Hermsdorf) jsou vesnice na levém břehu řeky Ploučnice. Administrativně jsou Heřmaničky částí města Česká Lípa v Libereckém kraji.

## Historie
Původně se vesnička jmenovala Hermsdorf – Heřmanice a první záznamy o ní jsou z roku 1416, kdy byla dědictvím Jana z Chlumu. Zdejší Heřmanický rybník byl zmiňován roku 1575. V letech 1850 až 1880 byla ves součástí vesnice Veselí, která je nyní připojena k nedalekým Zákupům. Dne 28. ledna 1880 bylo toto spojení úředně zrušeno a obec vyhlášena jako samostatná. V 19. století zde žilo zhruba 190 obyvatel. Na několik měsíců v létě roku 1945 bylo spojení s Veselím obnoveno.
Za druhé světové války byl zde tábor pro zajaté Rusy a Poláky a po válce byla z uváděného komplexu vybudována zemědělská farma pro chov dobytka a drůbeže.
Po roce 1945 byly v okrese Česká Lípa tři vesnice stejného jména Heřmanice a proto bylo rozhodnuto ji přejmenovat na dnešní název Heřmaničky. Stalo se tak vyhláškou k 8. srpnu 1950. Rok předtím 22. prosince 1949 se obec stala osadou obce Vlčí Důl, vzdálené asi 1 km. V lednu roku 1981 byly Heřmaničky ustaveny jako místní část České Lípy, vzdálené od ní cca 5 km na SZ.

## Další údaje

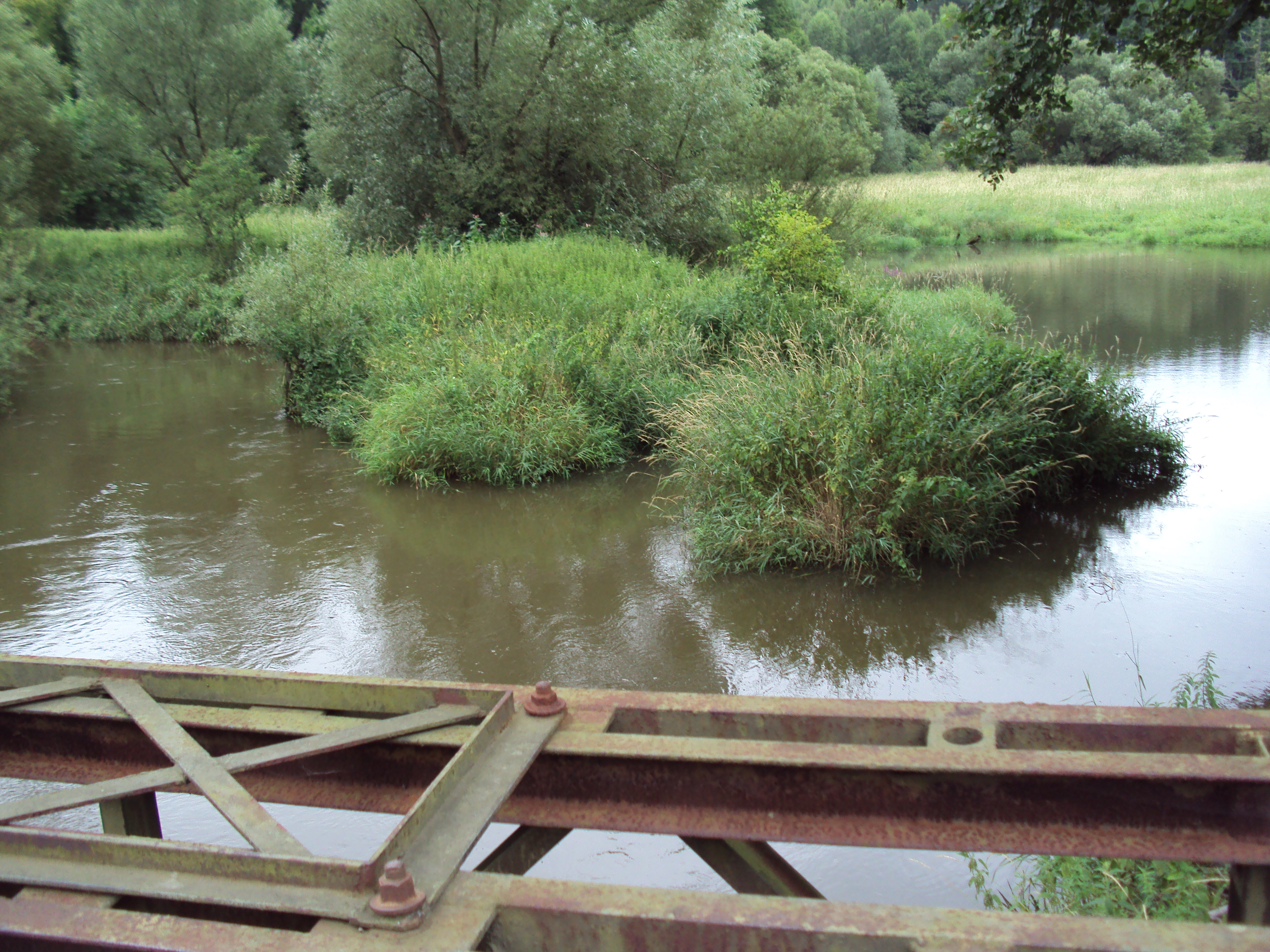
Meandry Ploučnice v Heřmaničkách

Vesnice leží na levém břehu zde meandrující říčky Ploučnice. Na jižním okraji je Heřmanický potok a Heřmanický rybník. Ze západní strany je u vsi menší Maxův rybník. Nejbližší železniční zastávka je v Vítkově (také část České Lípy), označená je Vlčí Důl - Dobranov, je součástí železniční tratě 086 z České Lípy do Liberce. Vedou zde lokální silničky na Žízníkov, Brennou a Vlčí Důl. Z České Lípy sem vede autobusová linka 209 MHD. Přes Heřmaničky je vedena červeně značená turistické trasa z České Lípy do Mimoně a cyklotrasa 3054.

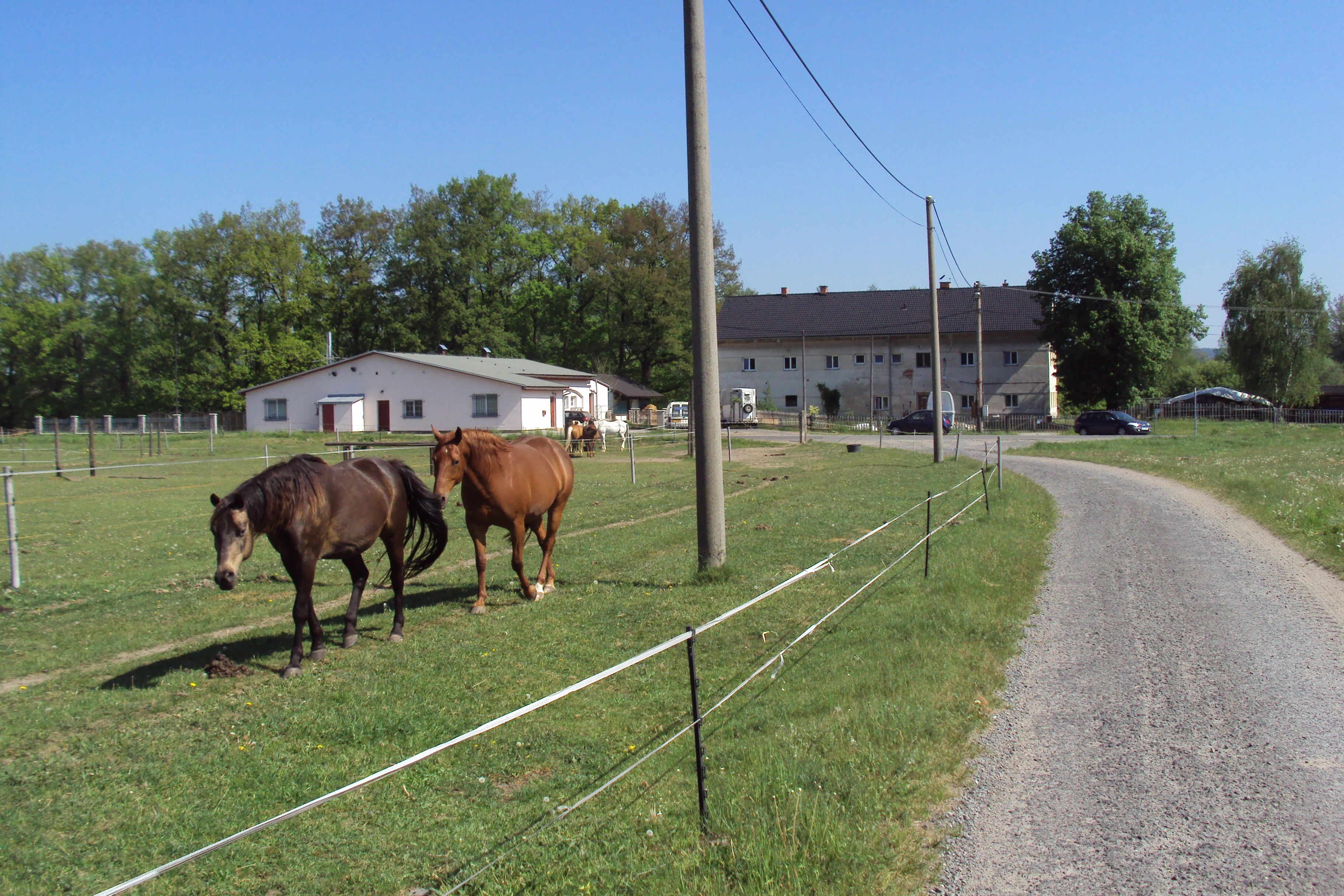
U vsi je řada velkých ohrad s koňmi

K nejvýznamnějším akcím patřil Reggae Ethnic Session, který se zde a v Žizníkově konal v letech 2000–2010 na začátku prázdnin.